# Ариспе, Педро
Пе́дро Ари́спе (исп. Pedro Arispe; 30 сентября 1900, Монтевидео — 4 мая 1960, Монтевидео) — уругвайский футболист, защитник. Двукратный олимпийский чемпион, чемпион Южной Америки, в качестве ассистента тренера — чемпион мира 1930 года.

## Биография
Родился в предместье Монтевидео Парк Нельсон в спортивной семье — его братья Доминго и Франсиско также стали футболистами «Рамплы Хуниорс» и «Насьоналя».
Начинал играть на молодёжном уровне за «Бельграно Ориенталь» и «Реформерс», выступал также за «Альбион Серро». С 1919 года в течение 17 лет выступал за «Рамплу Хуниорс», проведя за эту команду 300 игр, что является рекордным показателем в истории «красно-зелёных». В 1927 году помог своему клубу стать чемпионом Уругвая — это единственный подобный титул для «Рамплы» по сей день.
В составе сборной Уругвая был чемпионом двух Олимпиад (1924 и 1928 годов). Участвовал в европейском турне «Насьоналя» 1925 года.
Был ассистентом главного тренера сборной Уругвая на ЧМ-1930. На том турнире сборную возглавлял целый тренерский штаб из Ариспе, Эрнесто Фиголи, Луиса Греко и Педро Оливьери, возглавлял же штаб Альберто Суппичи.

## Достижения
- Олимпийский Чемпион: 1924, 1928
- Чемпион Южной Америки: 1924
- Чемпион Уругвая: 1927
  - Вице-чемпион Уругвая (3): 1923, 1928, 1932
- Чемпион мира 1930 года в качестве помощника тренера сборной Уругвая